# Schiffbrüchig
Schiffbrüchig ist ein zweiteiliger Abenteuerfilm aus dem Jahr 2002 von Charles Beeson mit Liam Cunningham und Jesse Spencer.

## Handlung
Weil Pfarrer Robinson der britischen Krone den Treueschwur verweigert, wird er zu 15 Jahren Exil in der Strafkolonie Australien verurteilt. Im Jahre 1809 bricht er zusammen mit seiner Frau Lara und den vier Kindern von England aus zu der langen Seereise auf, die in einer Katastrophe endet. In einem heftigen Sturm wird Sohn Jacob im Beiboot abgetrieben. Der Rest der Familie kann sich auf eine einsame tropische Insel retten. Ihr Sohn bleibt zunächst spurlos verschwunden. Nicht wissend, wo sie sich befinden, warten die Robinsons vergeblich auf Rettung. Fernab der Zivilisation kämpfen sie ums Überleben. Es vergehen Jahre, während sich die Familie auf der Insel einrichtet. Neue Gefahr droht von Piraten, die ihren Sohn Jacob unter ihre Fittiche genommen haben. Sie kapern ein britisches Schiff und nehmen Emily, die Tochter des Kapitäns, als Geisel. Emily wird im Bauch des Piratenschiffs eingesperrt; sie kann sich aber in einem günstigen Moment befreien, springt über Bord und schwimmt zum nahegelegene Ufer der Insel, wo sie von den Robinsons freundlich aufgenommen und Teil der Familie wird. Am Ende gelingt es den Robinsons, die Piraten erfolgreich zu besiegen und Jacob zu befreien. David Robinson und seine Frau beschließen, auf der Insel zu bleiben, nachdem ihnen Straffreiheit seitens des Kapitäns zugesichert wurde. Auch Fritz möchte bleiben und sich mit Emily vermählen. Der Rest der Familie soll auf Wunsch des Vaters wieder zurück nach England reisen, wo die Kinder eine schulische Ausbildung erhalten sollen.

## Kritik
„Handelsübliches (Fernseh-) Abenteuer, das im Gegensatz zu den Disney-Vorgängern Niedlichkeiten weitgehend vermeidet und den ungeschönt-harten Überlebenskampf einbezieht.“